# Altan debter
Altan debter (mongolisch ᠠᠯᠲᠠᠨ ᠳᠡᠪᠲᠡᠷ ‚Goldenes Buch‘, mongolisches Kyrillisch: Алтан Дэвтэр) ist ein frühes, heute verlorenes Geschichtswerk der Mongolen. Raschid ad-Din (1247–1318), der persische Chronist und Wesir der Ilchane, hat von ihm Gebrauch gemacht in seiner Universalgeschichte Dschami al-Tawarich.